# Хорватский национальный театр (Осиек)
Хорватский национальный театр в Осиеке (хорв. Hrvatsko narodno kazalište u Osijeku; известна также аббревиатура HNK Osijek) — национальный театр в хорватском городе Осиеке, значительный городской и региональный (Славония) культурный центр.
Театр был открыт в 1866 году. Здание театра было расширено и полностью завершено в 1907 году согласно планам местного архитектора Карло Клаузнера. Разработанный в барочном стиле внешний вид сооружения, был поврежден ЮНА во время войны в Хорватии и позднее тщательно восстановлен. Театр был официально вновь открыт тогдашним президентом Хорватии Франьо Туджманом в декабре 1994 года.
Ресторан McDonald’s занимает территорию на улице перед театром.